# Souleymane Doukara
Souleymane Doukara (Meudon, Francia, 29 de septiembre de 1991) es un futbolista francosenegalés. Juega de delantero y su equipo es el Mağusa Türk Gücü S. K. de la K-pet Superlig.

## Trayectoria
Comenzó su carrera profesional en la temporada 2008-09, jugando para Rovigo Calcio en la Lega Pro Seconda Divisione. Haciendo su debut en el primer equipo a los 16 años de edad, jugó 7 partidos esa temporada, sin anotar goles. Su club participó en la temporada 2009-10 en la Serie D, y Doukara tuvo su primera oportunidad de jugar como titular siempre; al final del campeonato había logrado 36 apariciones.
En la temporada 2011-12 ,Doukara fue transferido al U.S. Vibonese Calcio, con el que jugó 37 de los 42 de la liga, convirtiendo 13 goles.
Después de impresionar a los cazatalentos de la cuarta división italiana, Doukara, firmó oficialmente con el Catania de la Serie A. Hizo su debut en la Serie A el 16 de septiembre de 2012, cuando Doukara entró como sustituto de Alejandro Gómez contra la Fiorentina en la derrota por 2-0 tras los goles de Luca Toni y Stevan Jovetić. En su temporada inaugural en la máxima categoría, hizo 12 apariciones.
En la temporada 2013-2014, es cedido al S.S. Juve Stabia de la Serie B. Jugaría en 20 ocasiones y marcaría 6 goles.
El 11 de julio de 2014 fue confirmado por el propietario del Leeds United, Massimo Cellino, que Doukara jugaría en calidad de préstamo durante toda la temporada 2014-2015, con la opción de firmar un acuerdo permanente.

## Selección nacional
El 5 de abril de 2014 se decidió por jugar con la selección de fútbol de Senegal, debido a que sus dos padres son de ese país.

## Clubes
| Club                         | País             | Año       |
| ---------------------------- | ---------------- | --------- |
| Rovigo Calcio                | Italia           | 2008-2011 |
| U. S. Vibonese Calcio        | Italia           | 2011-2012 |
| Calcio Catania               | Italia           | 2012-2014 |
| S. S. Juve Stabia (préstamo) | Italia           | 2013-2014 |
| Leeds United F. C.           | Inglaterra       | 2014-2017 |
| Osmanlıspor F. K.            | Turquía          | 2017-2018 |
| Antalyaspor                  | Turquía          | 2018-2019 |
| Al-Ettifaq                   | Arabia Saudita   | 2019-2021 |
| Giresunspor                  | Turquía          | 2021-2022 |
| Levadiakos F. C.             | Grecia           | 2022-2023 |
| Gençlerbirliği S. K.         | Turquía          | 2023      |
| Mağusa Türk Gücü S. K.       | Chipre del Norte | 2023-     |